# Primakow-Doktrin
Die Primakow-Doktrin ist eine russische politische Doktrin, die in den 1990er Jahren formuliert wurde. Sie geht davon aus, dass die nationale Sicherheit der Russischen Föderation auf ihrem Status als Supermacht beruht und Russland daher die Bildung einer unipolaren internationalen Ordnung unter Führung der Vereinigten Staaten nicht zulassen kann.

## Geschichte
Die Doktrin hat ihren Namen von Jewgeni Primakow, der 1996 von Präsident Boris Jelzin zum Außenminister der Russischen Föderation ernannt wurde. Primakow leitete die Bemühungen, die Außenpolitik Russlands neu auszurichten, weg vom Westen und hin zur Bildung einer strategischen trilateralen Allianz aus Russland, China und Indien, um gemeinsam mit diesen ein Gegengewicht zu den Vereinigten Staaten zu schaffen.
Bei seinem Staatsbesuch in Indien machte Primakov im Dezember 1998 den Vorschlag zur Schaffung eines strategischen Dreiecks Moskau – New Delhi – Peking. Der Vorschlag fand in einem geopolitischen Umfeld statt, in dem die russische Führung zusehen musste, wie die Luftwaffen der Vereinigten Staaten und des Vereinigten Königreiches – eine Luftverbotszone einrichtend – einen Russland befreundeten Staat Irak bombardierte.
Die Primakow-Doktrin kreist um fünf Kernideen:
1. Russland wird als unverzichtbarer Akteur angesehen, der eine unabhängige Außenpolitik verfolgt;
2. Russland sollte eine multipolare Welt anstreben, die von einem Konzert der Großmächte verwaltet wird;
3. Russland sollte die Vorherrschaft im ehemaligen sowjetischen Einflussbereich anstreben und die eurasische Integration anstreben;
4. Russland sollte sich einer NATO-Erweiterung widersetzen;
5. Russland sollte eine Partnerschaft mit China anstreben.

Die Doktrin führte zur Entstehung eines trilateralen Formats aus Russland, Indien und China. Aus dem Primakow-Dreieck Russland, Indien, China entstand BRIC durch die Aufnahme von Brasilien und schließlich die BRICS durch die Aufnahme von Südafrika. Zu den Brics+ gehörten 2025 Brasilien, Russland, Indien, China, Südafrika, Ägypten, Äthiopien, Indonesien, Iran und die Vereinigten Arabischen Emirate.

## Kritik
Der russische Außenminister Sergej Lawrow hat den Begriff „Primakow-Doktrin“ spätestens 2014 in das geopolitische Lexikon aufgenommen. Er sprach am Vorabend von Primakows 85. Geburtstag, um den Moment zu feiern, in dem Primakow die Kontrolle über das russische Außenministerium von seinem Vorgänger Andrei Kozyrev, der einen Kurs der Annäherung an den Westen eingeschlagen hatte, übernahm.
Bereits 1997 hat das amerikanische Außenpolitik-Establishment es als solches bezeichnet. Ariel Cohen beschrieb für die Heritage Foundation die Doktrin als ein Nullsummenannahme, obwohl er auf die starken Bindungen zwischen Russland und dem Iran hinwies.
Mark Bassin bemerkte, dass „eine Vielzahl sehr unterschiedlicher eurasischer Perspektiven und Lehren artikuliert wurden“ und wies auf die von Gennady Zyuganov und Alexander Dugin sowie auf die von Primakov hin. Von diesen dreien schreibt Bassin: „Der bekannteste und wichtigste Vertreter des postsowjetischen Neo-Eurasismus ist Alexander Dugin“, und tatsächlich wurde Wladimir Putin schon 2001 von manchen als „ein heimlicher Eurasier“ bezeichnet.
Laut Emanuel Copilaş war Primakov der Architekt der geopolitischen Neuorientierung Moskaus vom westlichen zum eurasischen Raum. Copilas schreibt: „Die neo-eurasische Inspiration von Primakows geopolitischem Konzept ist unbestreitbar.“ Copilas fügt der „politischen Artikulation des Neo-Eurasianismus“ das Etikett „Primakov-Doktrin“ hinzu.
Ein Diplomat des Nahost-Instituts schrieb im Oktober 2020, dass das Schwarze Meer bald im Fokus Putins stehen könnte, und verwies auf die Primakow-Doktrin, wonach Putin im „Nahen Ausland“ Russlands eine Einflusszone sieht. Lehren sind eine Sache, aber Operationen sind eine andere. Putin war der Katalysator für die Umsetzung dieser strategischen Ideen in geopolitische Ziele, die seitdem internationale Schlagzeilen gemacht haben. Untermauert durch Putins Nutzung der Öl- und Gasindustrie hat dieses tödliche Rezept einen Fahrplan geliefert, wie man Russland „wieder großartig machen“ kann. Was im Schwarzen Meer mit Putins allgegenwärtiger Flickenteppich-Politik aus Pipelines, Einschüchterung, Besetzung und Annexion passiert, ist daher nur eine Variation eines Themas, das in allen geopolitischen Ambitionen Russlands mitschwingt.